# Bill Demong
Wiliam Demong detto Bill (Saranac Lake, 29 marzo 1980) è un ex combinatista nordico statunitense.

## Biografia

### Stagioni 1999-2005
Bill Demong ottiene il suo primo risultato di rilievo ai Mondiali juniores di Saalfelden 1999, in Austria, vincendo l'oro nella K89/3x5 km a squadre. Esordisce in Coppa del Mondo il 9 dicembre dello stesso anno a Vuokatti, in Finlandia, giungendo 11º in un'individuale. L'anno seguente si aggiudica, sempre nella gara a squadre, l'argento ai Mondiali juniores di Štrbské Pleso 2000, in Slovacchia.
Nel 2001 partecipa ai Mondiali di Lahti, in Finlandia, realizzando come miglior piazzamento l'8º posto nella gara squadre. Il 19 gennaio 2002 a Liberec, in Repubblica Ceca, conquista la prima vittoria in Coppa del Mondo salendo sul gradino più alto del podio in una Gundersen. Partecipa anche ai XIX Giochi olimpici invernali di Salt Lake City 2002, negli Stati Uniti, classificandosi, assieme ai compagni di nazionale, 4° nella gara a squadre.

### Stagioni 2006-2010
Quattro anni dopo ai XX Giochi olimpici invernali di Torino 2006, in Italia, invece non va oltre un 7º posto nella gara a squadre. Dopo alcune stagioni non particolarmente significative, nel 2007 l'atleta statunitense fa il salto di qualità che gli permette di conquistare, oltre ad alcuni successi di Coppa del Mondo, anche un argento ai Mondiali di Sapporo, in Giappone, nell'individuale Gundersen. Due anni dopo, a Liberec 2009, farà ancora meglio aggiudicandosi l'oro nell'individuale dal trampolino lungo e il bronzo nel trampolino normale.
Tra le vittorie individuali spicca quella ottenuta il 10 gennaio 2010 in Val di Fiemme, in Italia, in una Gundersen il cui tracciato di fondo si concludeva sull'Alpe Cermis: una salita riservata normalmente ai fondisti tout-court (è sede della competizione finale del Tour de Ski). In quell'occasione per la prima volta i primi due posti sul podio sono stati aggiudicati a due combinatisti statunitensi: infatti Demong precedette nell'ordine il compagno di squadra Todd Lodwick e il tedesco Eric Frenzel.

### Stagioni 2011-2015
Ai Mondiali di Oslo 2011 partecipa a tutte e quattro le gare in programma, ottenendo come miglior risultato il 4º posto nella gara a squadre dal trampolino normale. Due anni dopo, nella rassegna iridata della Val di Fiemme, torna a medaglia con il 3º posto conquistato sempre nella gara a squadre dal trampolino normale.
Ai XXII Giochi olimpici invernali di Soči 2014 si classifica 24º nel trampolino normale, 31º nel trampolino lungo e 6º nella gara a squadre, mentre ai Mondiali di Falun 2015 si è classificato 25º nel trampolino normale, 33º nel trampolino lungo e 7º nella gara a squadre dal trampolino normale.

## Palmarès

### Olimpiadi
- 2 medaglie:
  - 1 oro (individuale dal trampolino lungo a Vancouver 2010)
  - 1 argento (gara a squadre a Vancouver 2010)

### Mondiali
- 4 medaglie:
  - 1 oro (individuale dal trampolino lungo a Liberec 2009)
  - 1 argento (individuale a Sapporo 2007)
  - 2 bronzi (individuale dal trampolino normale a Liberec 2009; gara a squadre dal trampolino normale a Val di Fiemme 2013)

### Mondiali juniores
- 2 medaglie:
  - 1 oro (gara a squadre a Saalfelden 1999)
  - 1 argento (gara a squadre a Štrbské Pleso 2000)

### Coppa del Mondo
- Miglior piazzamento in classifica generale: 3º nel 2008 e nel 2009
- 22 podi (17 Gundersen, 4 sprint, 1 a squadre)
  - 9 vittorie
  - 6 secondi posti
  - 7 terzi posti

#### Coppa del Mondo - vittorie
| Data             | Località            | Nazione   | Trampolino                  | Spec.       |
| ---------------- | ------------------- | --------- | --------------------------- | ----------- |
| 19 gennaio 2002  | Liberec             | Rep. Ceca | Ještěd K120                 | IN LH/15 km |
| 9 marzo 2007     | Lahti               | Finlandia | Salpausselkä HS130          | IN LH/15 km |
| 8 dicembre 2007  | Trondheim           | Norvegia  | Granåsen HS131              | IN LH/15 km |
| 20 dicembre 2008 | Ramsau am Dachstein | Austria   | W90-Mattensprunganlage HS98 | IN NH/10 km |
| 16 gennaio 2009  | Whistler            | Canada    | Olympic Park HS140          | IN LH/10 km |
| 15 febbraio 2009 | Klingenthal         | Germania  | Vogtland Arena HS140        | IN LH/10 km |
| 6 marzo 2009     | Lahti               | Finlandia | Salpausselkä HS130          | IN LH/10 km |
| 15 marzo 2009    | Vikersund           | Norvegia  | Storbakke HS117             | IN LH/10 km |
| 10 gennaio 2010  | Val di Fiemme       | Italia    | Giuseppe Dal Ben HS134      | IN LH/10 km |

Legenda:

IN = individuale Gundersen

NH = trampolino normale

LH = trampolino lungo